# Paradelphomyia brevifurca
Paradelphomyia brevifurca là một loài ruồi trong họ Limoniidae. Chúng phân bố ở miền Cổ bắc.